# Vyacheslav Viskovsky
Vyacheslav Viskovsky (1881 - 1933) foi um diretor de cinema.

## Filmografia

### Diretor
- Molchi, grust, molchi (1918)
- Posledneye tango (1918)